# Campionati mondiali di nuoto in vasca corta 2024 - 200 metri dorso maschili
La gara dei 100 metri dorso maschili dei campionati mondiali di nuoto in vasca corta 2024 si è svolta il 15 dicembre 2024 presso la Duna Aréna di Budapest.

## Podio
| Pos.    | Atleta       | Nazione  |
| ------- | ------------ | -------- |
| Oro     | Hubert Kós   | Ungheria |
| Argento | Lorenzo Mora | Italia   |
| Bronzo  | Mewen Tomac  | Francia  |

## Record
Prima della manifestazione il record del mondo (RM) e il record dei campionati (RC) erano i seguenti.
|  | 1'45"63 | Mitch Larkin | 27 novembre 2015 Sydney |
|  | 1'46"68 | Ryan Lochte  | 19 dicembre 2010 Dubai  |

Durante la competizione è stato migliorato il seguente record:
|  | 1'45"65 | Hubert Kós |

## Programma
| Data             | Ora   | Turno    |
| ---------------- | ----- | -------- |
| 15 dicembre 2024 | 10:08 | Batterie |
| 15 dicembre 2024 | 18:12 | Finale   |

## Risultati

### Batterie
| Pos. | Batteria | Corsia | Atleta                 | Nazionalità         | Tempo       | Note |
| ---- | -------- | ------ | ---------------------- | ------------------- | ----------- | ---- |
| 1    | 2        | 1      | Hubert Kós             | Ungheria            | 1'48"02     | Q    |
| 2    | 3        | 4      | Mewen Tomac            | Francia             | 1'50"34     | Q    |
| 3    | 4        | 2      | Jan Čejka              | Rep. Ceca           | 1'50"36     | Q    |
| 4    | 3        | 3      | Daiki Yanagawa         | Giappone            | 1'50"45     | Q    |
| 5    | 4        | 4      | Lorenzo Mora           | Italia              | 1'50"97     | Q    |
| 6    | 3        | 5      | Tao Guannan            | Cina                | 1'51"03     | Q    |
| 7    | 4        | 3      | Dmitrii Savenko        | NAB                 | 1'51"20     | Q    |
| 8    | 3        | 8      | Jack Aikins            | Stati Uniti         | 1'51"28     | Q    |
| 9    | 2        | 2      | Radosław Kawęcki       | Polonia             | 1'51"29     |      |
| 10   | 2        | 5      | Enoch Robb             | Australia           | 1'51"39     |      |
| 11   | 1        | 5      | Blake Tierney          | Canada              | 1'51"56     |      |
| 12   | 1        | 3      | John Shortt            | Irlanda             | 1'51"60     |      |
| 13   | 4        | 7      | Apostolos Siskos       | Grecia              | 1'51"80     |      |
| 14   | 3        | 2      | Antoine Herlem         | Francia             | 1'51"98     |      |
| 15   | 2        | 4      | Joshua Edwards-Smith   | Australia           | 1'52"05     |      |
| 16   | 3        | 7      | Nicolas Albiero        | Brasile             | 1'52"11     |      |
| 17   | 1        | 7      | Hayden Kwan            | Hong Kong           | 1'52"48     |      |
| 18   | 3        | 1      | Samuel Törnqvist       | Svezia              | 1'52"71     |      |
| 19   | 2        | 3      | Aleksei Tkachev        | NAB                 | 1'52"84     |      |
| 20   | 2        | 8      | Roman Mityukov         | Svizzera            | 1'52"87     |      |
| 21   | 3        | 6      | Ádám Telegdy           | Ungheria            | 1'53"27     |      |
| 22   | 1        | 6      | Yeziel Morales         | Porto Rico          | 1'53"59     |      |
| 23   | 4        | 9      | Lee Ju-ho              | Corea del Sud       | 1'53"69     |      |
| 24   | 4        | 1      | Robert Badea           | Romania             | 1'54"48     |      |
| 25   | 3        | 0      | Guðmundur Leo Rafnsson | Islanda             | 1'55"27     |      |
| 26   | 4        | 5      | Oleksandr Zheltyakov   | Ucraina             | 1'55"39     |      |
| 27   | 1        | 2      | Martin Perečinský      | Slovacchia          | 1'55"81     |      |
| 28   | 2        | 0      | Evaldas Babakinas      | Lituania            | 1'56"52     |      |
| 29   | 4        | 0      | Yegor Popov            | Kazakistan          | 1'56"57     |      |
| 30   | 4        | 8      | Samuel Brown           | Nuova Zelanda       | 1'57"04     |      |
| 31   | 2        | 6      | Jiang Chenglin         | Cina                | 1'57"05     |      |
| 32   | 2        | 9      | Nikolass Deičmans      | Lettonia            | 1'57"68     |      |
| 33   | 1        | 4      | Khiew Hoe Yean         | Malaysia            | 1'57"72     |      |
| 34   | 1        | 1      | Denilson Cyprianos     | Zimbabwe            | 1'58"02     |      |
| 35   | 1        | 0      | Patrick Groters        | Aruba               | 1'58"27     |      |
| 36   | 1        | 8      | Farrel Tangkas         | Indonesia           | 2'02"13     |      |
| 37   | 1        | 9      | Eid Al-Mujaini         | Emirati Arabi Uniti | 2'18"07     |      |
| DNS  | 2        | 7      | Christian Bacico       | Italia              | Non partito |      |
| DNS  | 3        | 9      | Oliver Morgan          | Gran Bretagna       | Non partito |      |
| DNS  | 4        | 6      | Kacper Stokowski       | Polonia             | Non partito |      |

### Finale
| Pos.    | Corsia | Atleta          | Nazionalità | Tempo   | Note |
| ------- | ------ | --------------- | ----------- | ------- | ---- |
| Oro     | 4      | Hubert Kós      | Ungheria    | 1'45"65 |      |
| Argento | 2      | Lorenzo Mora    | Italia      | 1'48"96 |      |
| Bronzo  | 5      | Mewen Tomac     | Francia     | 1'49"93 |      |
| 4       | 6      | Daiki Yanagawa  | Giappone    | 1'50"28 |      |
| 5       | 8      | Jack Aikins     | Stati Uniti | 1'50"60 |      |
| 6       | 7      | Tao Guannan     | Cina        | 1'51"04 |      |
| 7       | 1      | Dmitrii Savenko | NAB         | 1'51"27 |      |
| 8       | 3      | Jan Čejka       | Rep. Ceca   | 1'51"81 |      |